# Saint-Gilles, Marne
Saint-Gilles  là một xã thuộc tỉnh Marne trong vùng Grand Est đông nam nước Pháp. Xã này nằm ở khu vực có độ cao trung bình 68 mét trên mực nước biển.